# 鹿児島市立西谷山小学校
鹿児島市立西谷山小学校（かごしましりつ にしたにやましょうがっこう）は、鹿児島県鹿児島市西谷山四丁目にある公立小学校。
谷山小学校校区の分離により、1978年（昭和53年）に開校した。

## 沿革
- 1978年（昭和53年）
  - 鹿児島市立西谷山小学校開校。
  - 谷山小児童との対面式を実施。
- 1983年（昭和58年） - 創立5周年記念秋季大運動会を実施。
- 1985年（昭和60年）
  - 校庭拡張工事竣工・運動場施設整備。
  - 西谷山音頭保存会発表。
- 1986年（昭和61年） - 校区公民館落成。
- 1987年（昭和62年） - 創立10周年記念式典を開催。
- 1992年（平成4年） - 校庭整地作業を行う。
- 1995年（平成7年） - 防球ネット設置。
- 1997年（平成9年） - 創立20周年記念式典を開催。

## 参考資料
- 学校の沿革